# サンホセレコレトス大学
サンホセレコレトス大学（サンホセレコレトスだいがく University of San Jose-Recoletos、略称USJ-R）は、フィリピンセブ島にある私立大学である。通称サンホセ大学。現在、セブ島内ではサン・カルロス大学に次いで知名度が高い大学であり、セブ島内に3キャンパス（うち2キャンパスはセブ市の中心街）を有する。

## 歴史
1947年にOrder of Augustinian Recollectsというスペインの修道会によって、セブ市に設立されて以来、カトリック系総合私立大学として運営されている。

## 学部
- 教育学部
- 法学部
- 社会科学部
- 商学部
- 工学部
- 情報工学部
- 医療保健学部

学生数は約15,000人程度（学部生・大学院生含む）であり、セブの中では大規模の大学である。キャンパス構内は自然豊かで広大な敷地であり、セブ島で最大規模の図書館を有する。特に、IT系・ビジネス系・教育系の学部が政府の優良認定を受けている。

## 日本の学生交流協定校
- 東洋大学
- 芝浦工業大学
- 大阪工業大学
- 広島修道大学